# Life Quality Project
Life Quality Project, conosciuta anche con la sigla LQP, è un'organizzazione fondata nel 1987 e guidata dall'italiano Alfredo Offidani. L'associazione ha sedi in diversi paesi del mondo , generalmente sotto forma di associazione civile senza scopo di lucro, tranne che negli Stati Uniti dove risulta registrata in Arizona come società a responsabilità limitata .
Il CESNUR include Life Quality Project tra i movimenti del potenziale umano , in Spagna, alcune associazioni, qualificano Life Quality Project come un setta .

## L'organizzazione
Si presenta come un'organizzazione che favorisce lo sviluppo della qualità della vita dei suoi membri, in particolare “si rivolge a chi voglia partecipare di una conoscenza derivata da scienza e tradizione per realizzare una migliore qualità dell'esistenza”.
Secondo quanto raccolto dal CESNUR  si conosce poco del fondatore, Alfredo Offidani che, secondo le fonti interne all'associazione, coinciderebbe con la figura del  "maestro spirituale". Le poche notizie biografiche e sul suo cammino spirituale sono volutamente riservate, il fondatore è presentato come un "maestro contemporaneo" operante in occidente, che ha il compito di aiutare l'uomo a svilupparsi al fine di partecipare al processo evolutivo del pianeta in maniera armonica rispetto all'universo. Il maestro è uno di coloro che operano generalmente nei momenti di particolare crisi e necessità per l'umanità.
Alcune notizie biografiche e alcuni dettagli sull'insegnamento di Offidani possono essere ricavati dai libri editi dalla casa editrice interna a Life Quality Project. Nel libro dell'argentino Juan Sgolastra La Via. In cammino con un Maestro Contemporaneo, si narrano le vicende dell'autore che, seguendo alcune indicazioni e coincidenze, viaggia dall'Argentina all'Italia, dove entra in contatto con Alfredo Offidani. Di questi si legge: "Alfredo è stato per molti anni un maestro itinerante della tradizione Sufi, tanto per dare un nome alle cose" . Nel tempo la fase dell'insegnamento sufi appare superata. Infatti, la visione di Offidani si muove nella prospettiva per cui da quando l'uomo è apparso sulla terra è cominciato ciò che viene chiamato "il lavoro", il quale è parte di un "disegno" che prevede l'evoluzione del nostro universo a cui l'uomo stesso - grazie ad alcuni maestri che hanno la funzione di aiutarlo - deve partecipare. Ora "il lavoro" di Alfredo Offidani è entrato in una "nuova fase". La "Nuova Fase", che è la manifestazione del lavoro sul nostro piano materiale, può essere vista come un UFO, che ha la missione o l'incarico di portare l'umanità verso un futuro più evoluto, e ancora: "Questo viaggio è ideato, desiderato, protetto e teleguidato dall'Essere Unico che ha in Sé tutta la conoscenza dell'Universo e dei Mondi" .

## Principi
Alcuni principi estratti dal libro "La Via", considerato come il testo guida dell'associazione, sono così enunciati:
- Tutte le letture precedenti, le credenze seguite fino a questo momento, tutto quello che si pensava aver capito, le parole e le profezie ascoltate prima di questo insegnamento, tutto ciò che possa essere immaginato, niente di tutto questo si può avvicinare neanche minimamente a quello che è considerato il cammino vero.
- La mente inizia ad essere nutrita da un alimento che va più in là delle parole e delle forme e funziona ad un altro livello.
- Uno dei principi base è che l'insegnamento viene trasmesso in forma non verbale attraverso ciò che il maestro chiama "mente maggiore", è inutile usare la "mente minore", con la quale analizziamo tutto, in quei campi nei quali non ha accesso.
- È un cammino molto veloce diretto e senza intermediari. Nella nuova fase non c'è tempo. Il tempo è limitato ed è necessario percorrere velocemente le tappe dell'evoluzione. Il nostro "lavoro" verso l'illuminazione è molto più rapido e diretto che qualsiasi altro conosciuto.
- La nostra organizzazione non è una democrazia. Chi voglia discutere o mettere in dubbio la conoscenza che qui si impartisce, non ha niente da fare insieme a noi.
- Almeno una volta nella vita una persona deve andare in Italia a conoscere il maestro Alfredo.
- All'individuo non è possibile emanciparsi da solo, è necessario un maestro.
- È fondamentale imparare ad abbandonare gradualmente il pensiero critico.
- Uno "è" quando non pensa
- In tutto ciò che facciamo dobbiamo essere professionalmente impeccabili. L'impeccabilità dà potere.
- Qualsiasi cosa il maestro faccia, anche se sembra contraddittoria, è sempre il meglio che possa avvenire per i discepoli. Un maestro vero conosce esattamente quali sono i bisogni e le capacità dei discepoli e porta ognuno verso la meta senza rendersene conto.
- L'insegnamento si riceve fondamentalmente in gruppo. In questi gruppi il lavoro si fa attraverso esercizi, condividendo l'amicizia, la confidenza e l'impegno con il proprio gruppo. Senza gruppo non si può imparare perché è necessario riconoscerci negli “specchi” che sono i membri.
- Quando una persona si allontana dal gruppo autonomamente è considerata come se non fosse mai esistita, anche se i rapporti in precedenza fossero stati buoni. Se quella persona incontra un discepolo fedele, egli cercherà sempre di evitarlo, perché chi ritorna all'oscurità non sopporta la luce. Quando un amico si allontana dall'insegnamento per qualsiasi motivo e soprattutto quando lo fa in forma non corretta, sparisce completamente dalla vita del resto del gruppo. La cosa più grave è quando un discepolo contraddice il proprio maestro
- L'esperienza di autentica conoscenza è disponibile solo per quelli che percorrono il vero cammino. Le persone comuni non vi hanno accesso, vivono in un mondo di illusioni e fantasie, vivono sommersi dalle loro emozioni, perdendo tempo in cose inutili. Per quanto uno possa sforzarsi non ci si può svegliare. La gente non si rende conto che è una quantità immensa di escrementi. L'unica cosa che l'umanità produce è quello e niente più